# Scobinancistrus pariolispos
Scobinancistrus pariolispos is een straalvinnige vissensoort uit de familie van de harnasmeervallen (Loricariidae). De wetenschappelijke naam van de soort is voor het eerst geldig gepubliceerd in 1989 door Isaäc J.H. Isbrücker en Han Nijssen.